# Retratos de los Wertheimer
Los retratos de los Wertheimer son una serie de doce retratos pintados por John Singer Sargent para el comerciante de arte británico Asher Wertheimer (1843-1918) y su familia. La serie equivale a la mayor comisión privada realizada por Sargent, que durante los diez años de encargos bromearía diciendo que estaba en un "estado de wertheimerismo crónico."

## De fondo
Wertheimer nació en Londres, de ascendencia judía. Su padre Samson había nacido en Alemania, emparentado con judíos de la corte como Samson Wertheimer (1658-1724) y miembros de las familias Gomperz y Oppenheimer, antes de convertirse en un destacado comerciante de arte en Londres. Asher continuó el negocio exitosamente desde sus instalaciones en Bond Street después de la muerte de su padre.  
Asher Wertheimer se casó con su esposa Flora (1846-1922) en 1873; era hija de otro comerciante de arte de Londres. De sus doce hijos, cuatro varones y ocho mujeres, dos hijas murieron en la infancia. Los otros diez llegaron a la edad adulta, pero los dos hijos mayores murieron antes de los treinta años:
1. Sarah (1873).
2. Edward (1873–1902), músico, destinado a heredar el negocio familiar, murió de una intoxicación alimentaria después de comer una ostra en mal estado durante su luna de miel.
3. Helena (Ena) (1874–1935), casada con Robert Moritz Mathias (1874-1961) en 1905.
4. Alfred (1876–1902), estudió para ser farmacéutico, muerto en la Guerra de los Bóeres.
5. Elizabeth (Betty) (1877–1953), casada con Euston Salaman (1871-1916) y después con el Mayor doctor Arthur Ricketts.
6. Hylda (1878–1938) casada con Henry Wilson-Young.
7. Essie (1880–1932?), casada con Eustace Wilding (1873-1939) en 1905.
8. Conway (1881- 1953), más tarde conocido como Joseph Conway, abogado.
9. Lizzie (1884-1886).
10. Almina (1886-1928), casada con Antonio Pandelli Fachiri (1886-1928/9) en 1915.
11. Ferdinand (Bob) (1888–1950), más tarde conocido como Bob Conway, artista y escritor.
12. Ruby (1889–1941), muerta en el campo de internamiento de San Severino Marche.

Los dos hijos supervivientes, Conway y Ferdinand, más tarde cambiaron su apellido a "Conway", quizás para evitar el sentimiento antialemán durante la Primera Guerra Mundial. Dos hijas, Ena y Betty, estudiaron en la Slade School of Fine Art.

## Retratos
La familia se hizo muy amiga del artista John Singer Sargent. Él a menudo cenaba en su casa en 8 Connaught Place, donde el comedor - a veces descrito como "el desorden de Sargent" - fue decorado con ocho de los retratos familiares. El señor y la señora Wertheimer encargaron a Sargent dos retratos para celebrar su 25.º aniversario de boda en 1898, y diez comisiones les siguieron en la próxima década:
- Retrato de Asher Wertheimer (1898).[3]
- Retrato de Flora Wertheimer (1898) con un vestido blanco de noche.[4]
- Retrato de las dos hijas mayores, Helena (Ena) con su hermana Elizabeth (Betty) (1901) – con 27 y 24 años respectivamente.[5]
- Retrato de la tercera hija Hylda (1901) – con 23 años.[6]
- Retrato del segundo hijo Alfred (1901?), cuando estudiaba para ser farmacéutico, con 25 años, poco antes de su muerte en la guerra Bóer.[7]
- Retrato del hijo mayor Edward (1902), con 29 años, boceto pintado en París, poco antes de su muerte temprana el mismo año, antes de que un retrato completo fuera terminado.[8]
- Retrato de la cuarta hija Essie con su dos hermanos menores, Ferdinand y Ruby (1902), con 22, 14 y 13 años respectivamente.[9]
- Segundo retrato de Flora Wertheimer (1904), con vestido negro de luto.[10]
- Retrato de la tercera hija Hylda, el tercer hijo Conway, y la quinta hija Almina (1905), con 27, 24, y 19 años respectivamente.[11]
- Un segundo retrato de Ena, titulado A Vele Gonfie (1905), fue un regalo de boda de su padre, y más tarde fue vendido para recaudar fondos para su galería de arte; fue donado a la Tate Gallery en 1996.[12]
- Retrato de la segunda hija Betty (1908), con 31 años.[13]
- Retrato de la quinta hija Almina, en una turquerie, con traje persa y un laúd (1908), con 22 años.[14]

El retrato de Asher Wertheimer fue un éxito cuando fue exhibido en la Royal Academy of Arts, más tarde descrito por Robbie Ross en The Art Journal en 1911 como "el único retrato moderno que desafía al Doria Velázquez en Roma". Aun así, el retrato acompañante de Flora Wertheimer con perlas y un vestido blanco de noche fue menos exitoso. Sargent pintó una segunda versión de Flora, en que está sentada y vestida de negro, que fue mejor recibida.
Wertheimer murió en 1918, y dejó nueve de los retratos familiares a la nación británica. De acuerdo con su última voluntad, fueron entregados a la Galería Nacional en 1922, después de la muerte de su esposa, donde estuvieron exhibidos juntos en su propia sala. Fueron pronto transferidos a la nueva Tate Gallery de Arte británico. (Un décimo retrato, A Vele Gonfie, retrato de Ena disfrazada, fue legado a la Galería Tate en 1996). La donación provocó comentarios negativos en la House of Comments, con Sir Charles Oman comentando que "estas imágenes inteligentes, pero extremadamente repulsivas, deberían ser colocadas en una cámara especial de horrores", y los comentaristas posteriores han visto algunos elementos antisemitas en dos de los retratos familiares a pesar de que ellos estaban muy felices con ellos. Asher Wertheimer aparece con rasgos estereotipados de judío rico y la mascota, el caniche negro al lado, encantador en el retrato de los niños, se muestra en una actitud servil, con la lengua colgando, mientras el retrato doble de Ena y Betty las muestra en trajes de noche escotados, riendo y rodeándose la cintura, en una actitud igualmente vulgar que unas jóvenes damas de la alta sociedad inglesa de la época instintivamente evitarían.
Los otros dos retratos familiares están albergados en galerías de EE. UU. El primer retrato de Flora Wertheimer vestida de blanco fue heredado por su hija Hylda y más tarde entró a la colección del Museo de Nueva Orleans de Arte. El retrato de 1908 de Betty está en el Museo Smithsoniano de Arte Americano, en Washington, D.C. Los doce retratos fueron reunidos para una exposición en el Museo Judío de Nueva York en 1999-2000.

## Galería

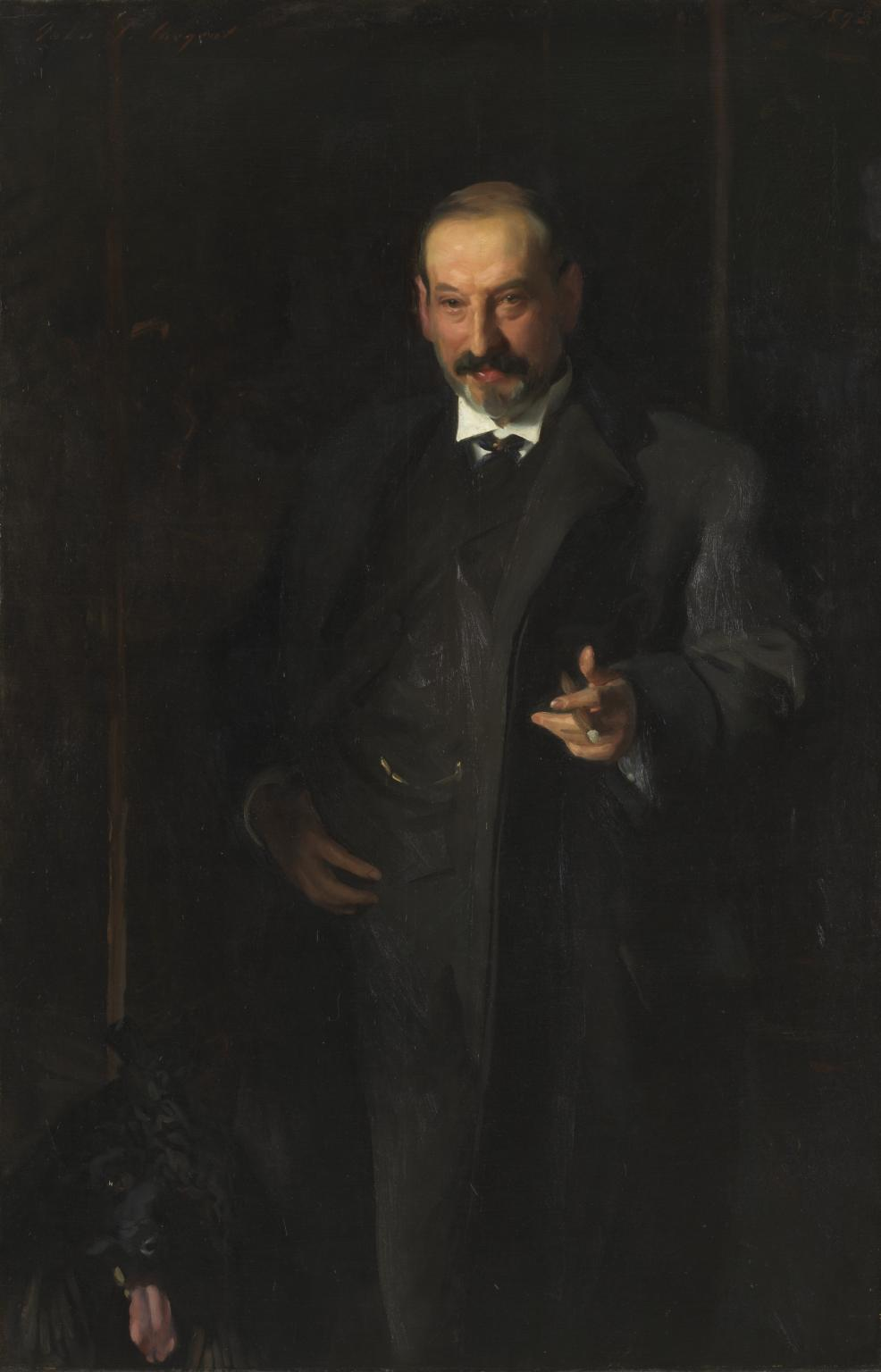
Asher Wertheimer, 1898, Tate.
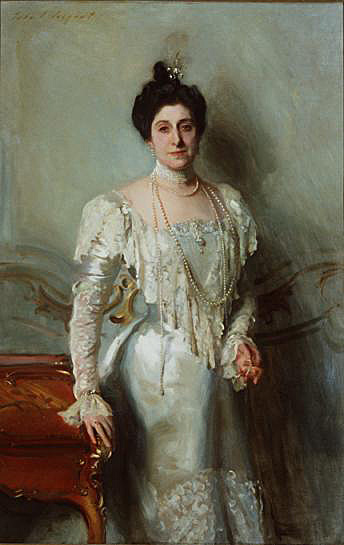
Señora Wertheimer, 1898, Museo de Nueva Orleans de Arte.
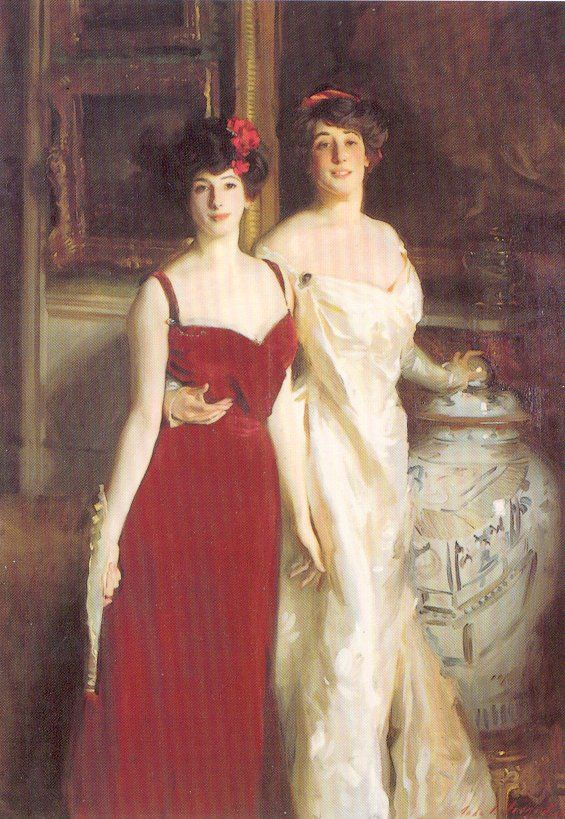
Ena y Betty Wertheimer, 1901, Tate.
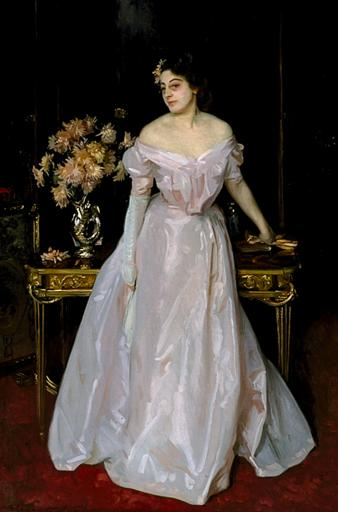
Hylda Wertheimer, 1901, Tate.
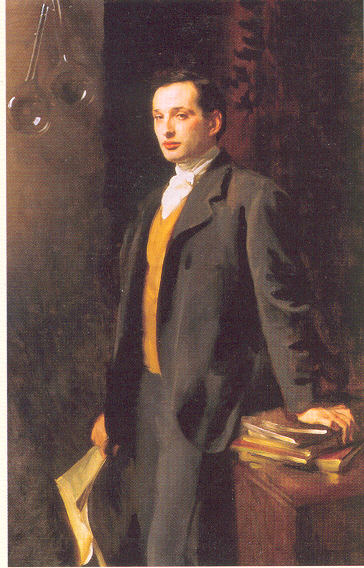
Alfred Wertheimer, 1901?, Tate.
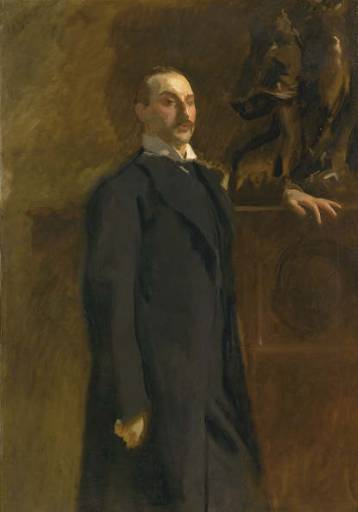
Retrato inacabado de Edward Wertheimer, 1902, Tate.
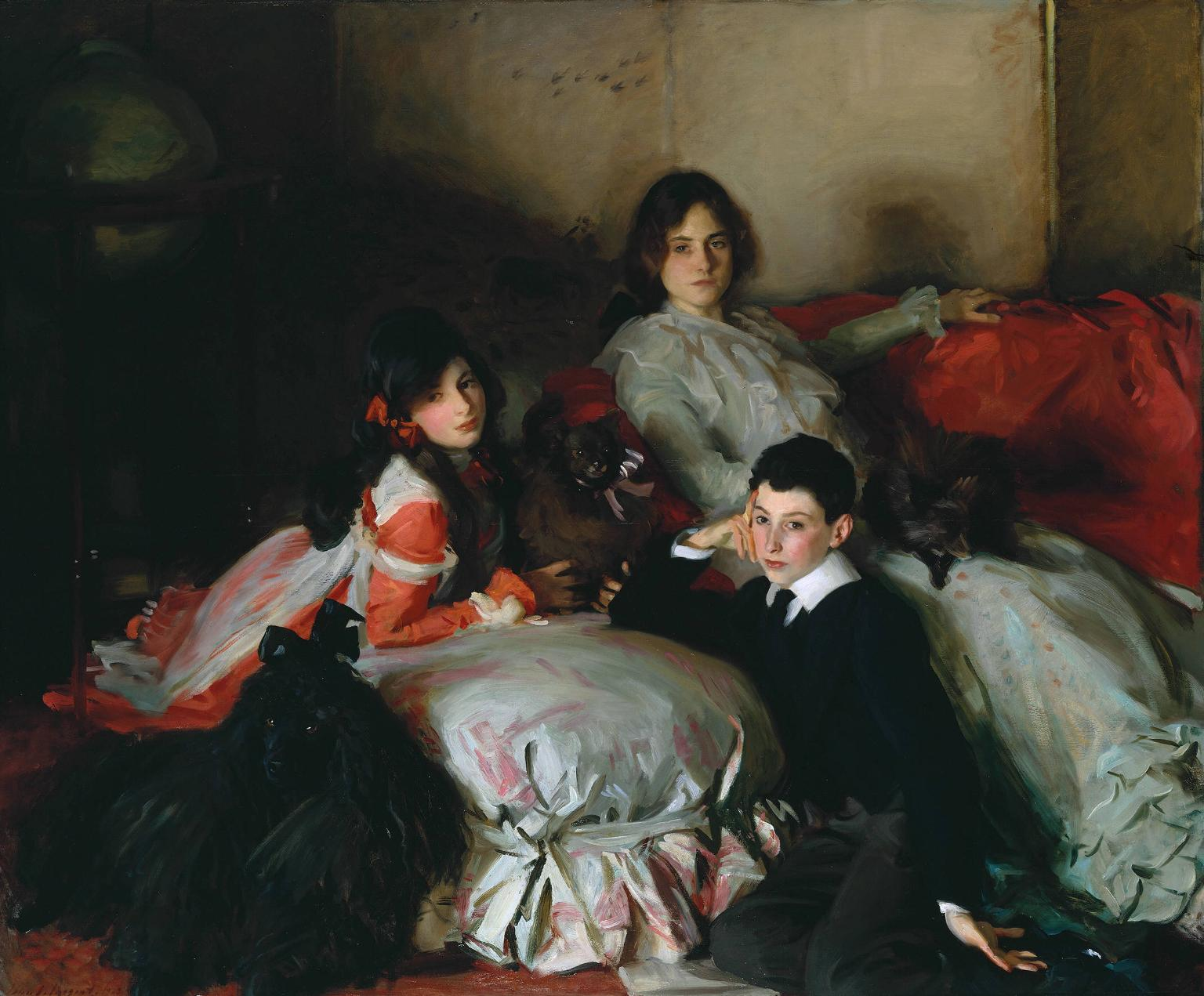
Essie, Ruby y Ferdinand Wertheimer, 1902, Tate.

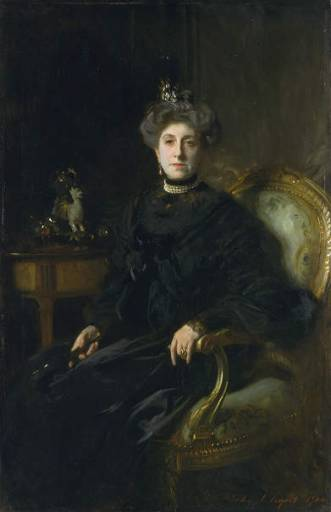
Mme Asher Wertheimer, 1904, Tate.
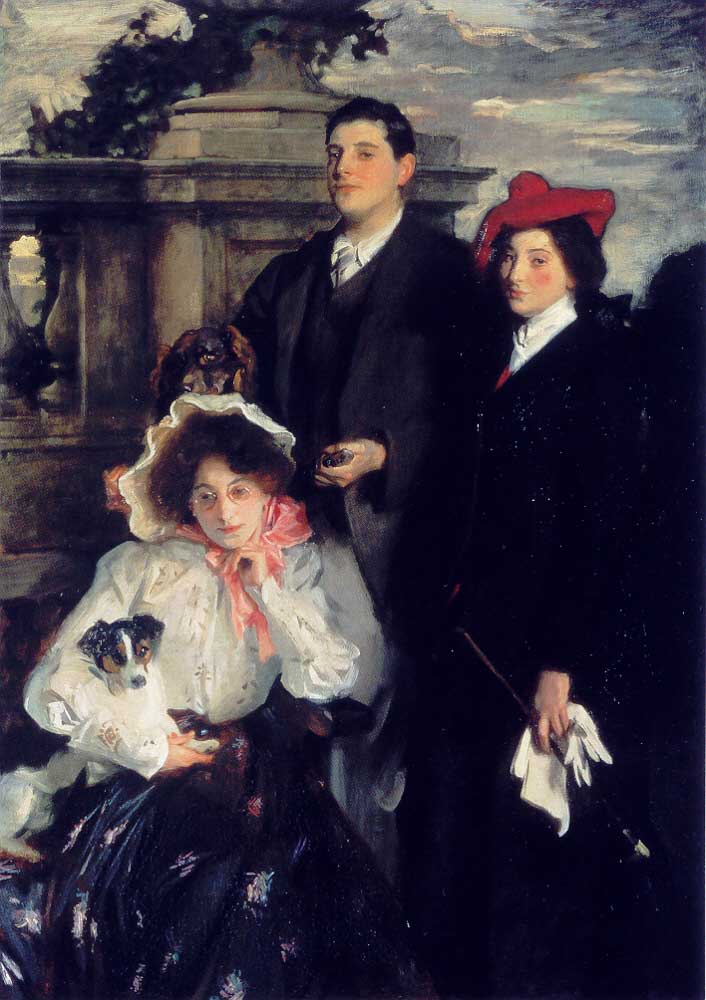
Conway, Almina e Hylda Wertheimer, 1905, Tate.
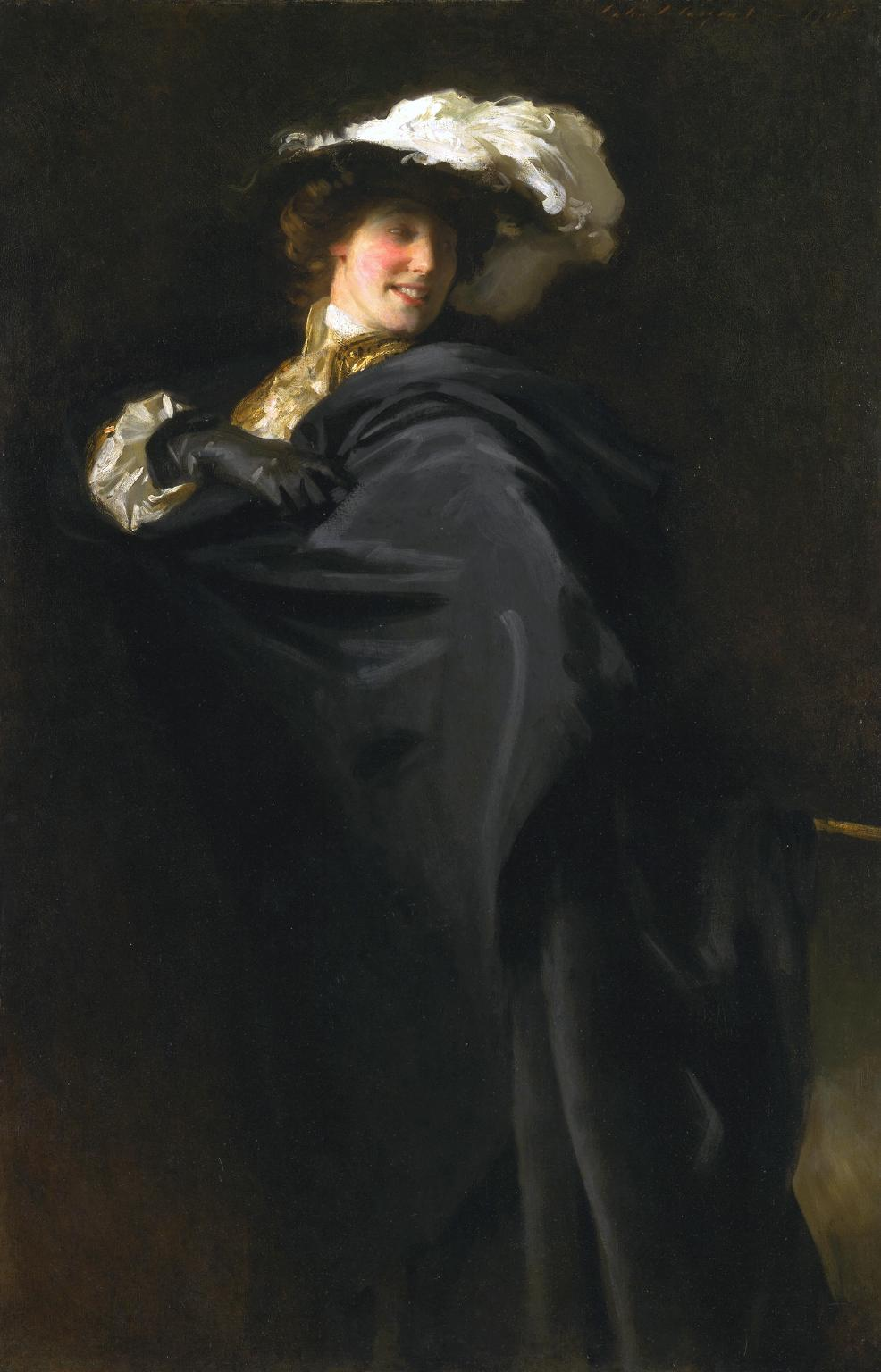
Ena Wertheimer, "a vele gonfie", 1905, Tate.
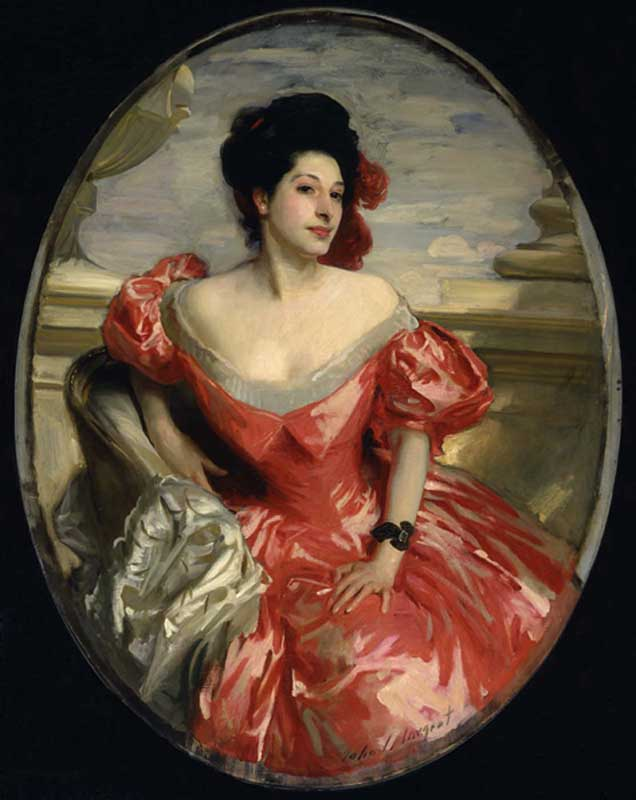
Betty Wertheimer, 1908, Museo Smithsoniano de Arte americano.
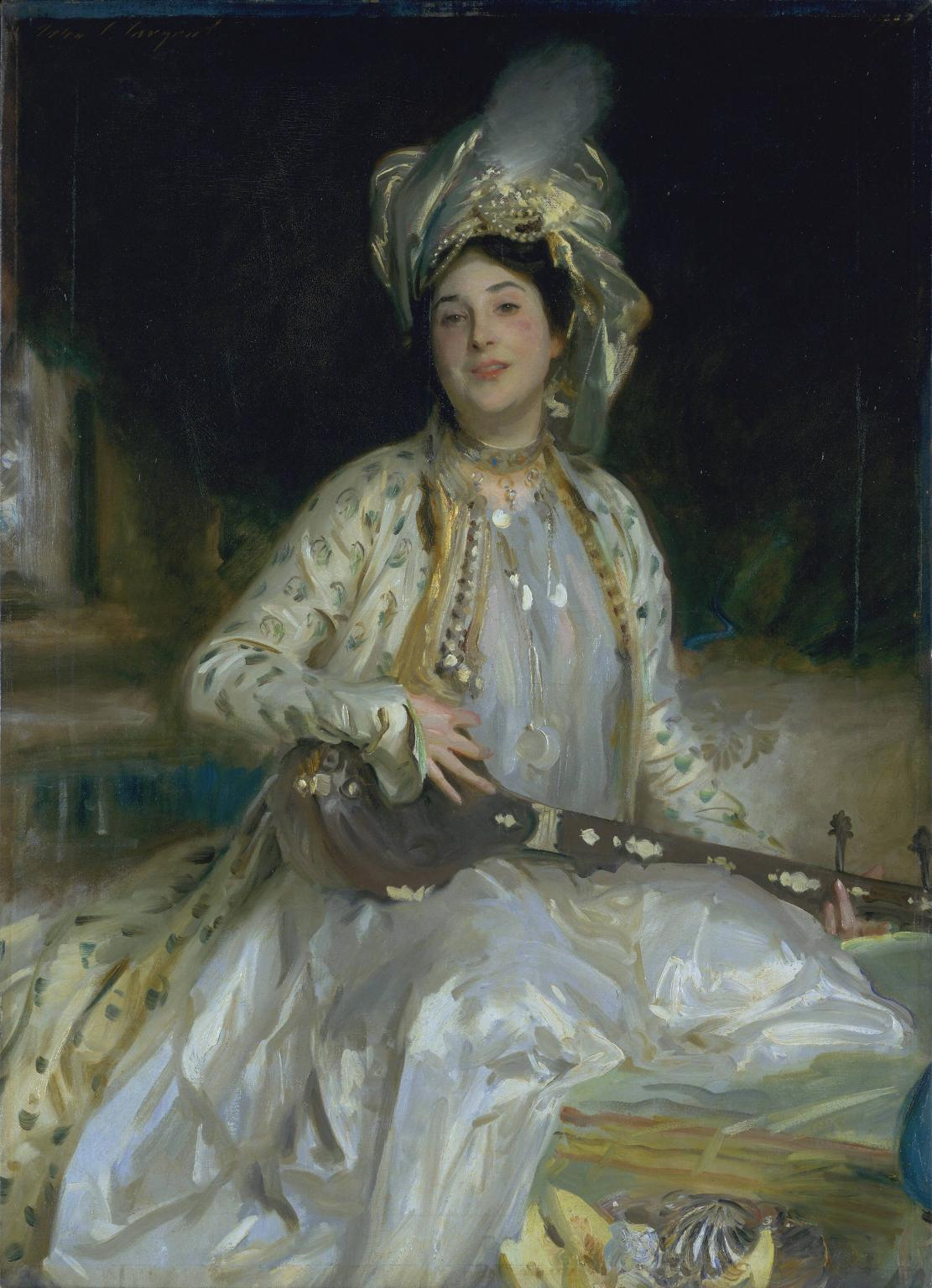
Almina Wertheimer, 1908, Tate.